# Matthias Iberer
Matthias Iberer (* 29. April 1985 in Graz) ist ein ehemaliger österreichischer Eishockeyspieler, der zuletzt bis April 2015 beim EHC Linz in der Erste Bank Eishockey Liga unter Vertrag stand. Seine Brüder Florian und Martin sind ebenfalls professionelle Eishockeyspieler.

## Karriere
Matthias Iberer spielte von 2000 bis 2005 in seiner Heimatstadt Graz beim EC Graz 99ers. 2005 wechselte er zu den Fairbanks Ice Dogs, die in der North American Hockey League spielen. In der Spielzeit 2006/07 trat er wieder für die Graz 99ers aufs Eis. 2007/08 spielte er bei den Kalamazoo Wings, die damals in der International Hockey League antraten. In dieser Saison bestritt er ebenfalls sechs Spiele des EHC Linz, bei dem er dann bis 2010 blieb. Ab 2010 stand er wieder bei seinem Jugendverein EC Graz 99ers unter Vertrag, ehe er 2013 zum EHC Linz zurückkehrte.
Im Anschluss an die Saison 2014/15 gab Iberer im April 2015 das Ende seiner aktiven Karriere bekannt.

### International
Im Juniorenbereich spielte Iberer für Österreich bei der U18-Weltmeisterschaft 2002 in der Division I sowie den U20-Weltmeisterschaften 2004 in der Top-Division und 2005 in der Division I.
Sei Debüt in der Herren-Nationalmannschaft gab Iberer am 6. April 2007 beim 4:2-Erfolg gegen Slowenien in Ljubljana. Bei einem offiziellen Turnier spielte er erstmals im Februar 2013 bei der Olympiaqualifikation in Bietigheim-Bissingen, als sich das Team aus dem Alpenland trotz einer Niederlage im letzten Spiel gegen Deutschland für die Spiele in Sotschi qualifizieren konnte. Anschließend wurde er für die Weltmeisterschaft nominiert, konnte aber dort den Abstieg der Österreicher aus der Top-Division auch nicht verhindern. 2014 stand er im Aufgebot seines Landes sowohl bei den Olympischen Winterspielen als auch bei der Weltmeisterschaft der Division I, als der Wiederaufstieg in die Top-Division gelang.

## Erfolge und Auszeichnungen
- 2014 Aufstieg in die Top-Division bei der Weltmeisterschaft der Division I, Gruppe A

## Karrierestatistik
(Legende zur Spielerstatistik: Sp oder GP = absolvierte Spiele; T oder G = erzielte Tore; V oder A = erzielte Assists; Pkt oder Pts = erzielte Scorerpunkte; SM oder PIM = erhaltene Strafminuten; +/− = Plus/Minus-Bilanz; PP = erzielte Überzahltore; SH = erzielte Unterzahltore; GW = erzielte Siegtore; 1 Play-downs/Relegation; Kursiv: Statistik nicht vollständig)